# Lil Miquela
Lil Miquela, de son vrai nom Miquela Sousa, aussi appelée Miquela, est une influenceuse, mannequin et chanteuse virtuelle créée en avril 2016 par Trevor McFedries et Sara DeCou, membres de Brud, une entreprise californienne spécialisée dans la robotique et l'intelligence artificielle. 

## Description
Agé de 19 ans, le personnage est prétendument d’origines espagnole et brésilienne. 
Sa chevelure brune généralement coiffée en deux macarons sur les tempes et ses taches de rousseur contribuent à entretenir une ambiguïté sur son ethnie et à lui donner une image de beauté moderne, métissée.

## Notoriété
Lil Miquela apparait sur Instagram le 23 avril 2016 ; quatre mois plus tard, son compte comptabilise 70 000 followers. Son essence virtuelle n’est dévoilée que deux ans après sa création, le 19 avril 2018. Conçue à l’origine pour « parodier les normes sociales en vigueur sur les réseaux », elle facture début 2020, 300 000 euros tout compris pour une campagne publicitaire. Tandis que pour un simple post Instagram il faudrait compter environ 7 000 euros. Finalement, toutes ses activités lui auraient rapporté environ 10 millions d'euros en 2020. 
Miquela pose aux côtés de célébrités réelles, a publié trois chansons en 2018,, accorde des interviews. Elle s’engage contre le racisme, le sexisme et les violences policières. On retrouve d'ailleurs le  #BlackLivesMatter  dans sa biographie Instagram ce qui montre son soutien auprès du mouvement Black Lives Matter.
En 2018, elle apparaît dans la liste de 25 personnalités les plus influentes d’Internet publiée par Time. Brud Inc., la société qui l’exploite, est valorisée en 2019 à 125 millions de dollars.

## Polémiques
En mai 2019, une campagne publicitaire de Calvin Klein met en scène la mannequin Bella Hadid embrassant Lil Miquela. Elle provoque une polémique auprès des internautes, notamment de la communauté LGBTQ, qui accusent la marque de queerbaiting. Face à la polémique, Calvin Klein publie un communiqué de presse pour tenter d'expliquer sa démarche et présenter ses excuses à la communauté LGBTQ. En décembre 2019, Lil Miquela relate une — bien sûr fausse — agression sexuelle dont elle aurait été victime.